# Samsung Galaxy M53 5G
O Samsung Galaxy M53 5G é um smartphone Android lançado em 2022 pela Samsung Electronics. Faz parte da série Galaxy M, que é voltada para o mercado intermediário. O Galaxy M53 5G se destaca por ter suporte à rede 5G, uma tela Super AMOLED Plus de 6,7 polegadas com taxa de atualização de 120 Hz, uma câmera traseira quádrupla com sensor principal de 108 megapixels e uma bateria de 5000 mAh com carregamento rápido de 25 W.

## Especificações

### Hardware
O Galaxy M53 5G é equipado com um processador MediaTek Dimensity 900 octa-core de 2,1 GHz, uma GPU Mali-G68 MC4 e 8 GB de memória RAM. Possui 128 GB de armazenamento interno, que pode ser expandido até 1 TB com um cartão microSD. O aparelho também conta com um leitor de impressão digital na lateral, um alto-falante mono na parte inferior e uma entrada para fone de ouvido de 3,5 mm.

### Tela
O Galaxy M53 5G possui uma tela Super AMOLED Plus de 6,7 polegadas com resolução Full HD+ (2400 x 1080 pixels) e taxa de atualização de 120 Hz. A tela ocupa cerca de 86% da parte frontal do aparelho e tem um furo centralizado na parte superior para a câmera frontal. A tela também tem proteção Gorilla Glass 5 contra riscos e quedas.

### Câmera
O Galaxy M53 5G tem uma câmera traseira quádrupla composta por:
- Um sensor principal de 108 megapixels com abertura f/1.8, que permite tirar fotos detalhadas e com boa iluminação.
- Um sensor ultra-wide de 8 megapixels com abertura f/2.2 e ângulo de visão de 123 graus, que permite capturar mais elementos na cena.
- Um sensor macro de 2 megapixels com abertura f/2.4, que permite tirar fotos de objetos próximos com foco seletivo.
- Um sensor de profundidade de 2 megapixels com abertura f/2.4, que auxilia no efeito bokeh (desfoque do fundo) nas fotos em modo retrato.

A câmera traseira também tem recursos como foco automático, flash LED, HDR, panorama e gravação de vídeos em até 4K a 30 quadros por segundo.
A câmera frontal do Galaxy M53 5G é de 32 megapixels com abertura f/2.2 e permite tirar selfies com boa qualidade e fazer chamadas de vídeo. Ela também tem recursos como HDR, modo retrato e gravação de vídeos em até 4K a 30 quadros por segundo.

### Bateria
O Galaxy M53 5G tem uma bateria de lítio-polímero (LiPo) de 5000 mAh, que oferece uma boa autonomia para o uso diário. Segundo a Samsung, o aparelho pode durar até 34 horas em chamadas, até 21 horas em reprodução de vídeo ou até 131 horas em reprodução de áudio. O aparelho também suporta carregamento rápido de 25 W, que permite recarregar cerca de 50% da bateria em apenas meia hora.

### Conectividade
O Galaxy M53 5G é compatível com as redes GSM, HSPA+ e LTE (4G), além da rede sub-6 GHz (5G), que oferece maior velocidade e estabilidade na conexão à internet móvel. O aparelho também tem suporte a dois chips SIM (nano-SIM), Wi-Fi (802.11 a/b/g/n/ac), Bluetooth (5.2), NFC, GPS (A-GPS/GLONASS/BeiDou/Galileo/QZSS), USB-C (2.0) e rádio FM.

## Software
O Galaxy M53 5G vem de fábrica com o sistema operacional Android 12 sob a interface One UI 4.1 da Samsung. Essa interface traz recursos exclusivos da fabricante, como o modo escuro, o modo fácil, o modo infantil, o modo jogo, o Samsung Pay, o Samsung Health e o Samsung Knox.

## Disponibilidade
O Galaxy M53 5G foi lançado em maio de 2022 no Brasil nas cores azul e preto.